# Fredrik Wilhelm von Goltz
Fredrik Wilhelm von Goltz, Föllingsö, född 1681, död 1744, överstelöjtnant vid Östgöta infanteriregemente.
Fredrik Wilhelm von Goltz deltog i Karl XII:s krig och slutade som överstelöjtnant vid Östgöta infanteriregemente.
Hans dotter Christina Fredrica (1715-1770) var gift med kommendör Magnus Grubbe (1709-1763). Eventuellt hade han även ytterligare barn.